# スパイロス・アリオン
スパイロス・アリオン（Spiros Arion、本名：Andres Labrakis、1940年9月3日 - ）は、ギリシャ出身の元プロレスラー。
ザ・ゴールデン・グリーク（The Golden Greek）の異名を持ち、アメリカ合衆国のWWWFやオーストラリアを主戦場に活躍した。

## 来歴
フランス人プロレスラーのアンドレ・ボレーのトレーニングを受け、1961年にパリでデビュー。ヨーロッパを転戦後、1964年にオーストラリアに渡り、ジム・バーネット主宰のワールド・チャンピオンシップ・レスリングに参戦。ベビーフェイスのハンサム・ガイとしてギリシャ系移民を中心に人気を集め、1965年7月31日に同団体のフラッグシップ・タイトルであるIWA世界ヘビー級王座をキラー・コワルスキーから奪取。以降1969年2月にかけて、カール・クラウザー、ガイ・ミッチェル、キラー・カール・コックス、ゴリラ・モンスーンらを破り、同王座を通算6回獲得した。
その間、1966年にアメリカにも進出し、ニューヨークのWWWFに登場。同年12月8日、イタリア出身のアントニオ・プリエーゼと組んでバロン・ミケル・シクルナ&スマッシャー・スローンからUSタッグ王座を奪取。翌1967年7月24日にはブルーノ・サンマルチノとのコンビでザ・シチリアンズ（ルー・アルバーノ&トニー・アルティモア）を破り再度の王座戴冠を果たしている。その後もドクター・ビル・ミラー、ジョニー・バレンタイン、カウボーイ・ロッキー・フィッツパトリック、ザ・シーク、クレージー・ルーク・グラハム、ケンタッキー・ブッチャー、ブル・ラモスらヒールのトップ勢を下し、アメリカ・マットにおいてもスターの座を確立した。
豪州とニューヨークを股に掛けた活躍は当時の日本のプロレスファンからも注目され、1970年6月に国際プロレスが『あなたがプロモーター』と題して実施した未来日外国人選手招聘の公募企画ではファン投票1位となり（2位はミル・マスカラス）、同年9月に国際プロレスへの初来日が決定。しかし、日本プロレスの妨害により来日は急遽中止になり、翌1971年2月、ファン投票2位のマスカラスと共に日本プロレスに参戦することとなった。シリーズのエース格として期待され、シングルではジャイアント馬場のインターナショナル・ヘビー級王座に、タッグではマスカラスと組んでBI砲（馬場&アントニオ猪木）のインターナショナル・タッグ王座に挑戦したものの、低調な試合ぶりで評判倒れに終わる。以降、日本では「期待外れの外国人選手」の代表的存在とされた。
その後もオーストラリアでは、1972年に新設されたNWA豪亜ヘビー級王座の初代チャンピオンとなって活躍。ブルドッグ・ブラワー、ブルート・バーナード、ワルドー・フォン・エリックらとタイトルを争い、マーク・ルーインをパートナーにタッグ戦線でも活動した。
1974年は5月の全日本プロレス来日を経て、同年下期よりWWWFに復帰。チーフ・ジェイ・ストロンボーとのコンビでバリアント・ブラザーズのWWWF世界タッグ王座に再三挑戦したが、ブルーノ・サンマルチノへの挑戦権が与えられないことを理由に、ストロンボーを裏切ってヒールに転向。フレッド・ブラッシーをマネージャーに迎え、1975年はマディソン・スクエア・ガーデンの定期戦にて2月17日・3月17日・4月14日の3カ月連続でサンマルチノのWWWFヘビー級王座に挑戦した。
1976年3月にWWWFを離れた後、1977年9月から10月にかけてカナダのモントリオール地区に登場。ベビーフェイスのポジションに戻ってエドワード・カーペンティアともタッグを組み、ターザン・タイラー、セーラー・ホワイト、マッドドッグ・バションらと対戦した。同年末より再びヒールとしてニューヨークに参戦。1978年4月24日のMSG定期戦ではダスティ・ローデスと対戦し、6月26日には新王者ボブ・バックランドのWWFヘビー級王座に挑戦した。翌1979年2月、新日本プロレスへの来日が予定されていたが中止となっている（代打でスタン・スタージャックが来日）。
引退後はギリシャに戻り、1997年4月に訃報が伝わったが詳細は不明とされている。

## 得意技
- アトミック・ドロップ
- ダイビング・ニー・ドロップ

## 獲得タイトル
ワールド・チャンピオンシップ・レスリング（オーストラリア）
- IWA世界ヘビー級王座（オーストラリア版）：6回 [4]
- IWA世界タッグ王座（オーストラリア版）：2回（w / マリオ・ミラノ、マーク・ルーイン） [16]
- NWA豪亜ヘビー級王座：3回 [11]
- NWA豪亜タッグ王座：1回（w / マーク・ルーイン） [17]

ワールド・ワイド・レスリング・フェデレーション
- WWWF USタッグ王座：3回（w / アントニオ・プリエーゼ、アーノルド・スコーラン、ブルーノ・サンマルチノ） [5]